# Kesarin Chaichalermpol
Kesarin Chaichalermpol (en thaï : เกศรินทร์ ชัยเฉลิมพล) est une actrice pornographique thaïlandaise qui a joué sous plusieurs noms de scène, en particulier Nong Natt (thaï : น้องแนท) et Natt Chanapa (thaï : แนท ชนาภา).

## Répression
Kesarin a été arrêtée par la police thaïlandaise pour avoir diffusé des vidéos pornographiques en dehors de la Thaïlande. Ces vidéos ont conduit à son arrestation et à des poursuites, car la pornographie est illégale en Thaïlande. Les vidéos la présentaient dans des scènes de porno hardcore avec des hommes occidentaux et japonais. Il a été révélé que des sociétés de mannequinat et de publicité, des magazines et des programmes de télévision lui proposaient des sommes à six chiffres pour le travail de mannequin depuis que l'accusation est devenue publique. Elle a finalement dû payer une amende, a reçu une peine de 6 mois de prison avec sursis et une période de probation d'un an. Une punition sévère a été évitée en raison de sa popularité et du manque d'indignation publique concernant ses actes.